# Leschenaultia braueri
Leschenaultia braueri là một loài ruồi trong họ Tachinidae.